# Diglee
Pour les articles homonymes, voir Wingrove.
Maureen Wingrove alias Diglee, est une illustratrice, autrice de bande dessinée et romancière française.

## Biographie
Maureen Wingrove étudie le dessin à l'école Émile-Cohl à Lyon et en est diplômée en 2009. Elle vit dans la région lyonnaise.
En 2007, Maureen Wingrove débute un blog BD pendant ses études à l'école Émile Cohl, sous le pseudonyme Diglee. Elle y publie d'abord des travaux réalisés à Émile Cohl, des croquis et aussi des BD, inspirées pour la plupart par son quotidien, et commence à gagner en notoriété, à l'image de sa consœur Pénélope Bagieu.
Son pseudonyme est issu d’un jeu de mots de son beau-père sur son diminutif « Mau », l’appelant « Digliani » en référence à Modigliani. Elle a repris ce surnom en le raccourcissant en "Digli" et en l’anglicisant avec le "ee" de "Maureen".
Elle publie en 2011 et 2012, aux éditions Marabout, deux ouvrages reprenant des BD publiées sur son blog.
À partir de 2014, elle multiple les projets, en tant qu'autrice de bandes dessinées ou illustratrice, seule ou en collaboration. Elle publie notamment un manuel pédagogique sur la sexualité en 2017 Libres ! Manifeste pour s'affranchir des diktats sexuels avec Ovidie,.
Elle utilise tantôt le pseudonyme de Diglee, tantôt son nom Maureen Wingrove.
Elle publie aux éditions Michel Lafon plusieurs romans jeunesse de 2017 à 2019.
En 2021, elle publie trois ouvrages aux éditions La ville brûle : Ressac, son premier roman de littérature générale et Atteindre l'aube. Elle publie également une anthologie Je serai le feu, réunissant les textes de cinquante poétesses des XIXe, XXe et XXIe siècles qu'elle illustre.

## Œuvres

### Comme illustratrice
- Malika Ferdjoukh (ill. Maureen Wingrove), Le secret du Trouville Palace, Paris, Bayard Presse, 2009, 307 p. (OCLC 717439916)
- Ovidie et Diglee, Libres ! Manifeste pour s'affranchir des diktats sexuels, Delcourt, 4 octobre 2017, 96 p. (ISBN 9782501149662)
- Marie Sélène (ill. Diglee), L'astrologie miroir : le guide pour s'observer sous toutes ses facettes et oser rayonner de tout son être, Marabout, 14 octobre 2020, 228 p. (ISBN 9782501149662)
- Jack Parker (ill. Diglee), Witch please, J'ai lu, 21 octobre 2020, 256 p. (ISBN 2290232823)
- Ovidie et Diglee, Tu n'es pas obligée, La ville brûle, 29 avril 2022, 76 p. (ISBN 9782360121458)
- Émilie Chazerand et Diglee, Lady Papa, La ville brûle, 30 août 2024, 52 p. (ISBN 9782360121700)

### Comme autrice

#### Bandes dessinées
- Maureen Wingrove, À Renaud : Georges Soichot, Paris, Manolosanctis, 2010, 23 p. (ISBN 978-2-35976-003-3)
- Diglee, Autobiographie d'une fille Gaga, Paris, Marabout, 2011, 144 p. (ISBN 978-2-501-06399-9)
- Diglee, Confessions d'une Glitter Addict, Paris, Marabout, 2012, 144 p. (ISBN 978-2-501-07705-7)
- Diglee, Forever bitch, Paris, Delcourt, coll. « Tapas », 2013, 75 p. (ISBN 978-2-7560-4210-7)

#### Littérature jeunesse
- Maureen Wingrove, Le journal intime de Cléopâtre Wellington
  - Tome 1 : Mémoires d'une jeune guenon dérangée, Michel Lafon, 12 octobre 2017, 235 p. (ISBN 2749931932)
  - Tome 2 : Autant en emporte la Musaraigne, Michel Lafon, 11 octobre 2018, 220 p. (ISBN 2749935997)
  - Tome 3 : Vol au-dessus d'un nid de couscous, Michel Lafon, 21 novembre 2019, 215 p. (ISBN 2749939070)

#### Littérature adulte
- Diglee, Ressac, Paris, La ville brûle, 2021, 180 p. (ISBN 236012143X)
- Diglee, Atteindre l'aube, Paris, La ville brûle, 31 mai 2024, 192 p. (ISBN 979-1041415809)

##### Anthologie
- Diglee, Je serai le feu, La ville brûle, 333 p. (ISBN 236012126X)